# 익산고등학교
익산고등학교(益山高等學校)는 대한민국 전북특별자치도 익산시 금마면 동고도리에 있는 사립 고등학교이다.

## 학교 연혁
- 1948년 4월 11일 : 익성 지태순 선생은 학교 설립을 위한 기성회를 조직
- 1948년 8월 16일 : 익산중학원(益山中學院)으로 인가를 받음
- 1948년 9월 20일 : 128명의 학생을 모집하여 개교와 입학식
- 1951년 6월 29일 : 재단법인 익성학원 설립 인가를 받고 익산중학원에서 정규 6학급인 익산중학교(益山中學校)로 승격
- 1951년 : 제1회 졸업생 54명을 배출
- 1965년 1월 7일 : 학교법인 익성학원으로 조직을 변경 개칭
- 1965년 12월 31일 : 익산고등학교 3학급 설립 인가
- 1966년 3월 5일 : 익산고등학교 개교
- 1971년 : 빨간 벽돌로 단장한 익산중·고등학교는 본관 증축과 익성당, 가사실 등 부속 건물 시설을 확장
- 1980년 : 최신식 현대식 건물로 연건평 2529.4㎡, 4층 24개 교실을 준공하고 특별교실, 숙직실 등 부속건물을 준공
- 1980년 : 익산종합고등학교로 학칙 변경
- 1980년 : 보통과 9학급, 상업과 12학급 총 21학급으로 증설
- 1996년 9월 20일 : 설립자 익성을 기리며 연건평 420평의 익성기념관(益城記念館) 준공
- 1999년 6월 23일 : 제3대 지승룡 이사장 취임, 익산고등학교로 교명 환원
- 2001년 2월 : 본관 4층을 신축하고, 120명을 수용할 수 있는 4인 1실의 현대식 최신 기숙사 유당관을 지음
- 2009년 : 지하 1층, 지상 2층의 현대식 실내 종합체육관(신흥관), 동편에 3학년동과 독서실 4층 신축, 유당관(기숙사, 식당) 리모델링
- 2024년 2월 8일 : 제56회 졸업 109명(총 9,513명)

## 참고 자료
- 익산고등학교 - 한국교육학술정보원 학교알리미